# Ако приђеш ближе
Ако приђеш ближе је други албум Здравка Чолића. Издат је 16.01. 1978. године. Издавачка кућа је Југотон а продуцент је Корнелије Ковач.

## Позадина
Чолић је наступао на Загребфесту 1976. и 1977. године. Маја 1977. године издаје сингл Љубав има лажни сјај.

## О албуму
Музичари и сарадници на албуму: Корнелије Ковач, З. Таноди, Јосип Бочек, С. Бодо Ковачевић, Ч. Новак, В. Бензон, У. Шећеров, М. Довжан, Студијски гудачки ансамбл, Студијска вокална група, Студијски дувачки ансамбл.
Плоча је снимана у студију Југотона, Загреб, миксана у Барбароса Тонстудио у Минхену; Сниматељ: М. Рукавец, Микс: П. Крампер, Изглед & дизајн. Драган С. Стефановић, Музички продуцент: Корнелије Ковач, Извршни продуцент: Макса Ћатовић, Уредник: В. Кундић, Гл. и одг. уредник: Д. Мајнарић.

## Песме
01. Пјевам дању пјевам ноћу
Музика: Корнелије Ковач
Текст: Бранко Радичевић
Аранжман: Корнелије Ковач
02. Продужи даље
Музика: Корнелије Ковач
Текст: Бора Ђорђевић
Аранжман: Корнелије Ковач
03. Једна зима са Кристином
Музика: Корнелије Ковач
Текст: Корнелије Ковач
Аранжман: Корнелије Ковач
04. Игра
Музика: Корнелије Ковач
Текст: Споменка Ковач
Аранжман: Корнелије Ковач
05. Загрли ме
Музика: Арсен Дедић
Текст: Арсен Дедић
Аранжман: Корнелије Ковач
06. Главо луда
Музика: Ранко Бобан
Текст: Душко Трифуновућ
Аранжман: Корнелије Ковач
07. Невјерна жена
Музика: Слободан Ковачевић
Текст: Мишо Марић
Аранжман: Корнелије Ковач
08. Једина
Музика:Кемал Монтено
Текст: Арсен Дедић, Корнелије Ковач
Аранжман: Корнелије Ковач
09. Љубомора
Музика: Корнелије Ковач
Текст: Душко Трифуновић
Аранжман: Корнелије Ковач
010. Јуче још
Музика: Јосип Бочек
Текст: Арсен Дедић
Аранжман: Јосип Бочек
Извор:
На основу песама Здравка Чолића написан је мјузикл „Главо луда” који је премијерно изведен у петак 21. септембра 2012. године.

## Турнеја
1978. године је кренула турнеја "Путујући земљотрес". У пратећем бенду били су Корнелије Ковач, Драгољуб Ђуричић и др. Поред њих, на овој турнеји су наступале Локице. Пик турнеје се десио на Маракани, септембра 1978. Делови са тог концерта ће се појавити у филму ТВНС, под називом Пјевам дању, пјевам ноћу.

## Топ листе

### Недељна листа
| Листа           | Највиша позиција |
| --------------- | ---------------- |
| Радио ТВ ревија | 1                |

## Занимљивости
- О овом албуму је писао и Џубокс.[10]
- На концерту на Маракани 1978. године, додељене су награде „дијамантска плоча” и „златна касета”.[8]